# Xã Rose, Quận Carroll, Ohio
Xã Rose (tiếng Anh: Rose Township) là một xã thuộc quận Carroll, tiểu bang Ohio, Hoa Kỳ. Năm 2010, dân số của xã này là 1.537 người.